# Мечковец
Мечковец е планински рид в крайните северозападни части на Източните Родопи, на територията на областите Хасково, Пловдив и Кърджали. Известен е и с името Айдаа или Аида, буквално от турски Мечата планина.
Ридът има форма на изпъкнала на югоизток дъга с дължина около 15 км и ширина 4 – 5 км. Простира се между долините на реките Банска на северозапад и Харманлийска на югоизток (десни притоци на Марица), които го отделят съответно от ридовете Драгойна и Чуката. На югозапад достига до седловината Китката (735 м), която го свързва с Переликско-Преспанския дял на Западните Родопи. На север и североизток склоновете му постепенно затъват в Хасковската хълмиста област.
Има заравнено било, което на изток и североизток се разчленява и понижава от 700 – 800 м до 600 – 500 м. Най-високата му точка е едноименният връх Мечковец (или Аида, висок 859,3 м) в Община Минерални бани, разположен в централната му част. Изграден е изцяло от вулкански скали – риолити, андезити, латити, туфи и туфити, на базата на които са установени полиметални орудявания без промишлено значение в района на село Сърница. В източното му подножие, при село Минерални бани, бликат топли минерални извори. Покрит е с редки широколистни гори и храсти. Развито горско стопанство.
В подножията и склоновета на рида са разположени 7 села: Брястово, Душка, Минерални бани, Ночево, Спахиево, Сусам и Сърница.
В рида са изградени две хижи: „Аида“ и „Буково“. На връх Мечковец е разположена РРТС Аида, станцията е собственост на БТК и служи предимно за радиорелейни връзки. Оттук се излъчват програмите на редица радиа. В долината на река Душковица (десен приток на Банска река) е открит интересен тракийски скален комплекс.

## Топографска карта
- Лист от карта K-35-75. Мащаб: 1 : 100 000.